# Tifone Rammasun
Il tifone Rammasun (il nome in thailandese significa Dio del Tuono) del luglio 2014, conosciuto nelle Filippine come tifone Glenda, è stata la nona tempesta tropicale e il terzo tifone della stagione dei tifoni del Pacifico del 2014.

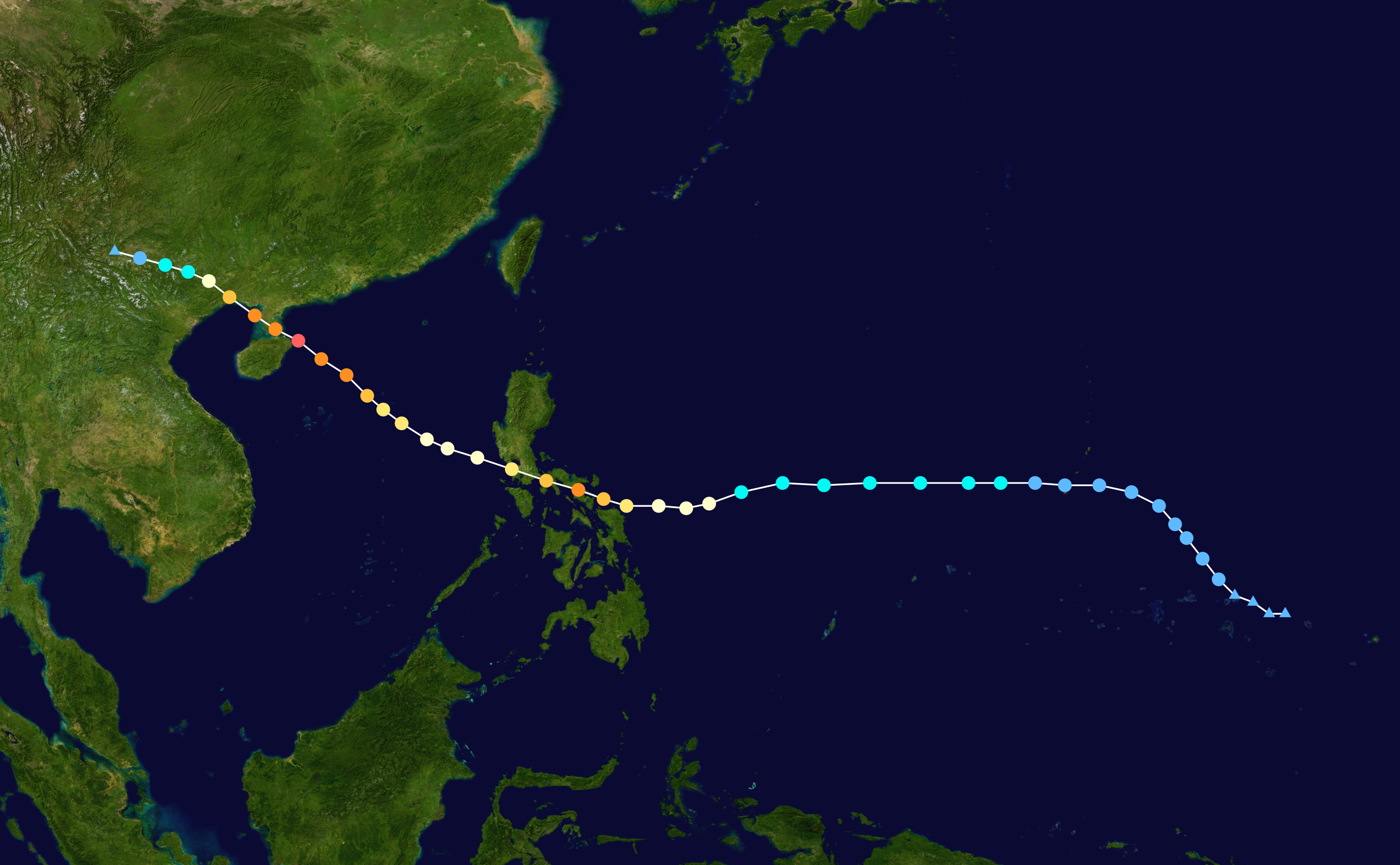
Il percorso del tifone, nell'oceano Pacifico occidentale.

Il tifone ha avuto origine fra il 9 e il 10 luglio 2014 nelle acque pacifiche della Micronesia, passando successivamente sopra l'isola di Guam come semplice depressione tropicale; l'intera struttura ha poi assunto direzione mediamente occidentale, rinforzandosi fino ad arrivare alla categoria 3 poco prima di impattare sulle Filippine, poco a sud della capitale Manila, il giorno 16 luglio, provocando ingenti danni (diverse decine di vittime e centinaia di migliaia di sfollati).
Rammasun, declassato a categoria 1 dopo il suo passaggio sulla terraferma (dove questo genere di tempeste perde rapidamente energia), ha mantenuto la direzione occidentale dirigendosi verso le coste della Cina meridionale (isola di Hainan) ricominciando a rinforzarsi sulle caldissime acque del mar Cinese meridionale.
Il 18 luglio Rammasun ha fatto nuovamente landfall fra le coste continentali cinesi e Hainan, nei pressi del capoluogo dell'isola, Haikou, come tifone di categoria 4 (forte), con venti sostenuti fino a 230 km/h e portando precipitazioni torrenziali (331 mm in 12 ore ad Haikou).